# Stefan Stajkow
Stefan Stajkow (bułg. Стефан Стайков, ur. 3 października 1949) – bułgarski piłkarz grający na pozycji bramkarza. W swojej karierze rozegrał 19 meczów w reprezentacji Bułgarii.

## Kariera klubowa
Przez całą swoją karierę piłkarską Stajkow związany był z klubem Lewski Sofia. Wywalczył z nim tytuły mistrza Bułgarii oraz zdobywał Puchary Bułgarii.

## Kariera reprezentacyjna
W reprezentacji Bułgarii Stajkow zadebiutował 28 stycznia 1973 roku w wygranym 3:0 towarzyskim meczu z Cyprem. W 1974 roku został powołany do kadry na Mistrzostwa Świata w RFN. Na tym turnieju rozegrał jeden mecz, z Holandią (1:4). Od 1973 do 1979 roku rozegrał w kadrze narodowej 19 meczów.
| Mecze i gole w reprezentacji | Mecze i gole w reprezentacji | Mecze i gole w reprezentacji | Mecze i gole w reprezentacji | Mecze i gole w reprezentacji | Mecze i gole w reprezentacji | Mecze i gole w reprezentacji |
| #                            | Data                         | Stadion                      | Rywal                        | Wynik                        | Gol                          | Rozgrywki                    |
| 1973                         | 1973                         | 1973                         | 1973                         | 1973                         | 1973                         | 1973                         |
| ---------------------------- | ---------------------------- | ---------------------------- | ---------------------------- | ---------------------------- | ---------------------------- | ---------------------------- |
| 1.                           | 28.01.1973                   | Lisi, Cypr                   | Cypr                         | 3:0                          | 0                            | towarzyski                   |
| 2.                           | 31.01.1973                   | Ateny, Grecja                | Grecja                       | 2:2                          | 0                            | towarzyski                   |
| 1974                         |                              |                              |                              |                              |                              |                              |
| 3.                           | 06.02.1974                   | Morfu, Cypr                  | Cypr                         | 4:1                          | 0                            | towarzyski                   |
| 4.                           | 08.02.1974                   | Kuwejt, Kuwejt               | Kuwejt                       | 3:1                          | 0                            | towarzyski                   |
| 5.                           | 10.02.1974                   | Kuwejt, Kuwejt               | Kuwejt                       | 2:1                          | 0                            | towarzyski                   |
| 6.                           | 23.06.1974                   | Dortmund, RFN                | Holandia                     | 1:4                          | 0                            | el. MŚ 1974                  |
| 1976                         |                              |                              |                              |                              |                              |                              |
| 7.                           | 14.04.1976                   | Stara Zagora, Bułgaria       | Turcja                       | 3:0                          | 0                            | kwal. IO 1976                |
| 1977                         |                              |                              |                              |                              |                              |                              |
| 8.                           | 13.04.1977                   | Sofia, Bułgaria              | Dania                        | 3:1                          | 0                            | towarzyski                   |
| 9.                           | 21.09.1977                   | Sofia, Bułgaria              | Turcja                       | 3:1                          | 0                            | Balkan Cup 1977/80           |
| 10.                          | 12.10.1977                   | Dublin, Irlandia             | Irlandia                     | 0:0                          | 0                            | el. MŚ 1978                  |
| 1978                         |                              |                              |                              |                              |                              |                              |
| 11.                          | 22.02.1978                   | Glasgow, Szkocja             | Szkocja                      | 1:2                          | 0                            | towarzyski                   |
| 12.                          | 29.03.1978                   | Buenos Aires, Argentyna      | Argentyna                    | 1:3                          | 0                            | towarzyski                   |
| 13.                          | 23.04.1978                   | Brno, Czechosłowacja         | Czechosłowacja               | 0:0                          | 0                            | towarzyski                   |
| 14.                          | 26.04.1978                   | Warszawa, Polska             | Polska                       | 0:1                          | 0                            | towarzyski                   |
| 15.                          | 05.05.1978                   | Bukareszt, Rumunia           | Rumunia                      | 0:2                          | 0                            | Balkan Cup 1977/80           |
| 16.                          | 31.05.1978                   | Sofia, Bułgaria              | Rumunia                      | 1:1                          | 0                            | Balkan Cup 1977/80           |
| 17.                          | 04.08.1978                   | Warna, Bułgaria              | Rumunia                      | 2:0                          | 0                            | towarzyski                   |
| 18.                          | 30.08.1978                   | Erfurt, NRD                  | NRD                          | 2:2                          | 0                            | towarzyski                   |
| 1978                         |                              |                              |                              |                              |                              |                              |
| 19.                          | 28.03.1979                   | Symferopol, ZSRR             | ZSRR                         | 1:3                          | 0                            | towarzyski                   |